# Xã Leaf Lake, Quận Otter Tail, Minnesota
Xã Leaf Lake (tiếng Anh: Leaf Lake Township) là một xã thuộc quận Otter Tail, tiểu bang Minnesota, Hoa Kỳ. Năm 2010, dân số của xã này là 560 người.